# Costa Rica aux Jeux olympiques d'hiver de 1984
Le Costa Rica participe aux Jeux olympiques d'hiver de 1984 à Sarajevo en Yougoslavie du 8 au 19 février 1984. Il s'agit de la deuxième participation du pays aux Jeux d'hiver.